# Kungen roar sig
Kungen roar sig (Le Roi s’amuse, 1832) är ett versdrama i 5 akter av Victor Hugo (1802-1885). Det hade premiär 22 november 1832 i Paris. Svensk premiär den 11 februari 1884 på Nya Teatern i Stockholm, svensk översättning samma år av Harald Molander.
Skådespelet är numera mest känt som underlag till Francesco Maria Piaves libretto till Giuseppe Verdis opera Rigoletto (1851). 
Medan Victor Hugos original utspelas i Paris under 1520-talet, har Verdi förlagt handlingen i sin opera i Mantua i ett ospecificerat 1500-tal.

## Verdis opera - Hugos skådespel
Rollkaraktärernas namn skiljer sig åt som följer:
- Rigoletto - Triboulet
- Gilda - Blanche
- Hertigen av Mantua - Kung Frans I av Frankrike
- Gualtier Maldé - Gaucher Mahiet (det namn hertigen/kungen uppger sig ha för Gilda/ Blanche)
- Sparafucile - Saltabadil
- Maddalena - Maguelonne
- Giovanna - Mor Bérarde
- Monterone - de Saint-Vallier
- Greven och grevinnan Ceprano - de Cossé
- Marullo - Clement Marot

Hertigens fest i Palazzo Ducale i Mantua (Verdi) sker hos Hugo i Louvren, som i verkligheten begagnades som palats av Frans I av Frankrike.
Kyrkan som Blanche om söndagarna ber i är Saint-Germain-des-Prés. Konungen berättar att hon bor ”bakom Hotel Cossé” vid en ”smal och smutsig gränd” kallad Bussy.
Värdshuset dit Saltabadil lockar sina offer ligger avsides vid stranden av Seine, nedanför Saint-Germain.
Hertigens aria La donna è mobile lyder hos Hugo så här (i Molanders översättning):
"Falskhet hos kvinnan bor, galen är den, som tror!
Flyktig lik fjädern, som dansar med vinden om!”
Piaves libretto till Verdis opera följer Hugos text mycket nära. Den största avvikelsen finns i slutscenen, där en läkare och en folksamling samlas kring Triboulet (Rigoletto) och den döende Blanche (Gilda). Då hon dör utbrister Triboulet: ”Ack, jag har dödat mitt barn!”.
Hos Verdi är Rigoletto ensam med Gilda när hon dör, och hans slutreplik är: ”Ah, la maledizione!” (”Ack, det var förbannelsen!”).